# 145 pr. n. št.

## Rojstva
- Sima Qian, kitajski zgodovinar († 86 pr. n. št.)

## Smrti
- Aleksander Balas, vladar Selevkidskega cesarstva (* ni znano)
- Ptolemaj VI. Filometor, kralj Egipta (* 186 pr. n. št.)